# Sant Martí de Fenollar (església)

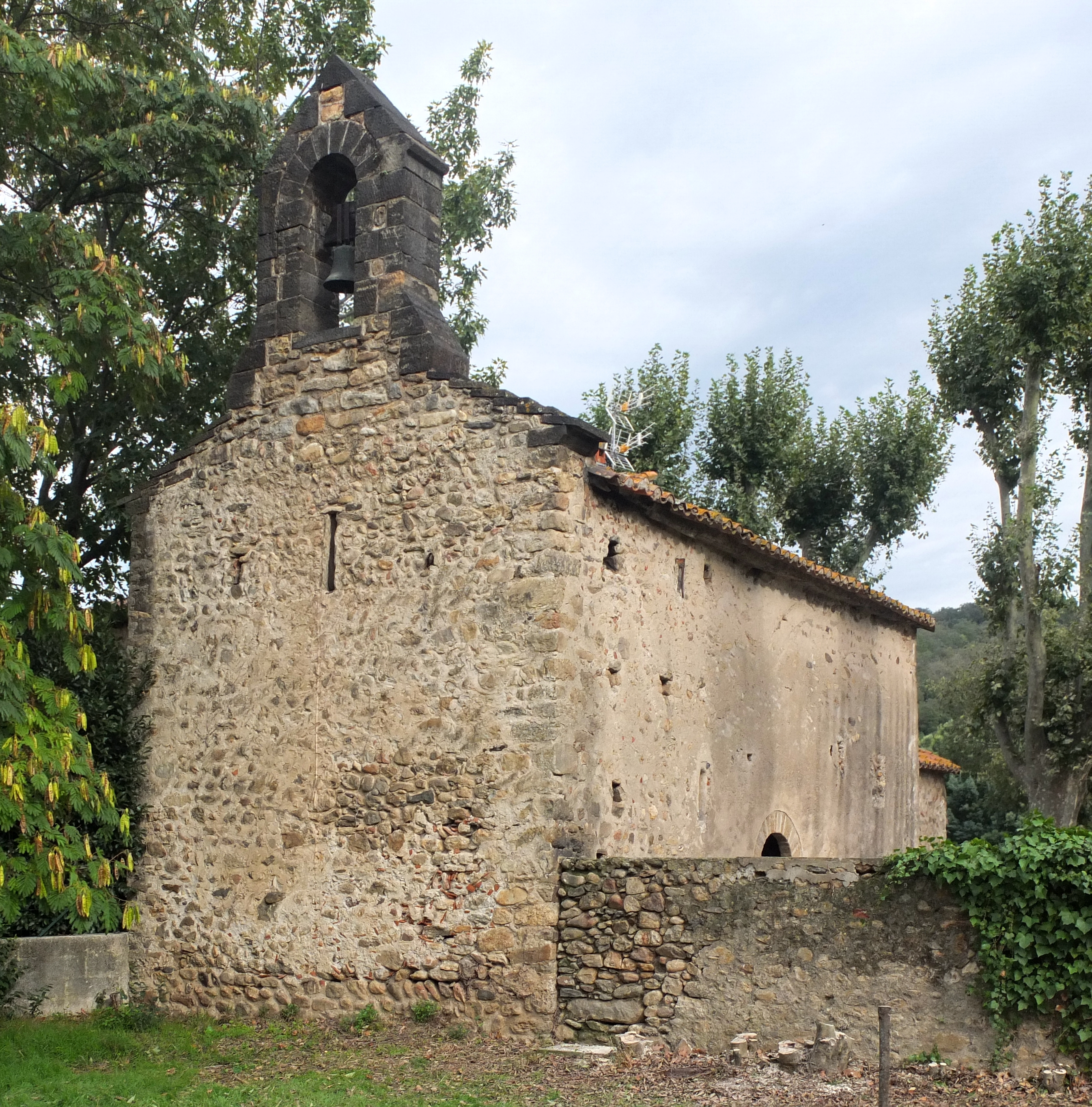
L'esglñesia de Sant Martí de Fenollar

Sant Martí de Fenollar, o de Fonollar, és una església del poble, i antiga comuna, de Sant Martí de Fenollar, actualment pertanyent al terme comunal de Morellàs i les Illes, de la comarca del Vallespir, a la Catalunya del Nord.
Està situada a prop de l'extrem nord-est del terme comunal al qual pertany, a l'esquerra de la Ribera de Morellàs, molt a prop de la carretera D900.

## Història

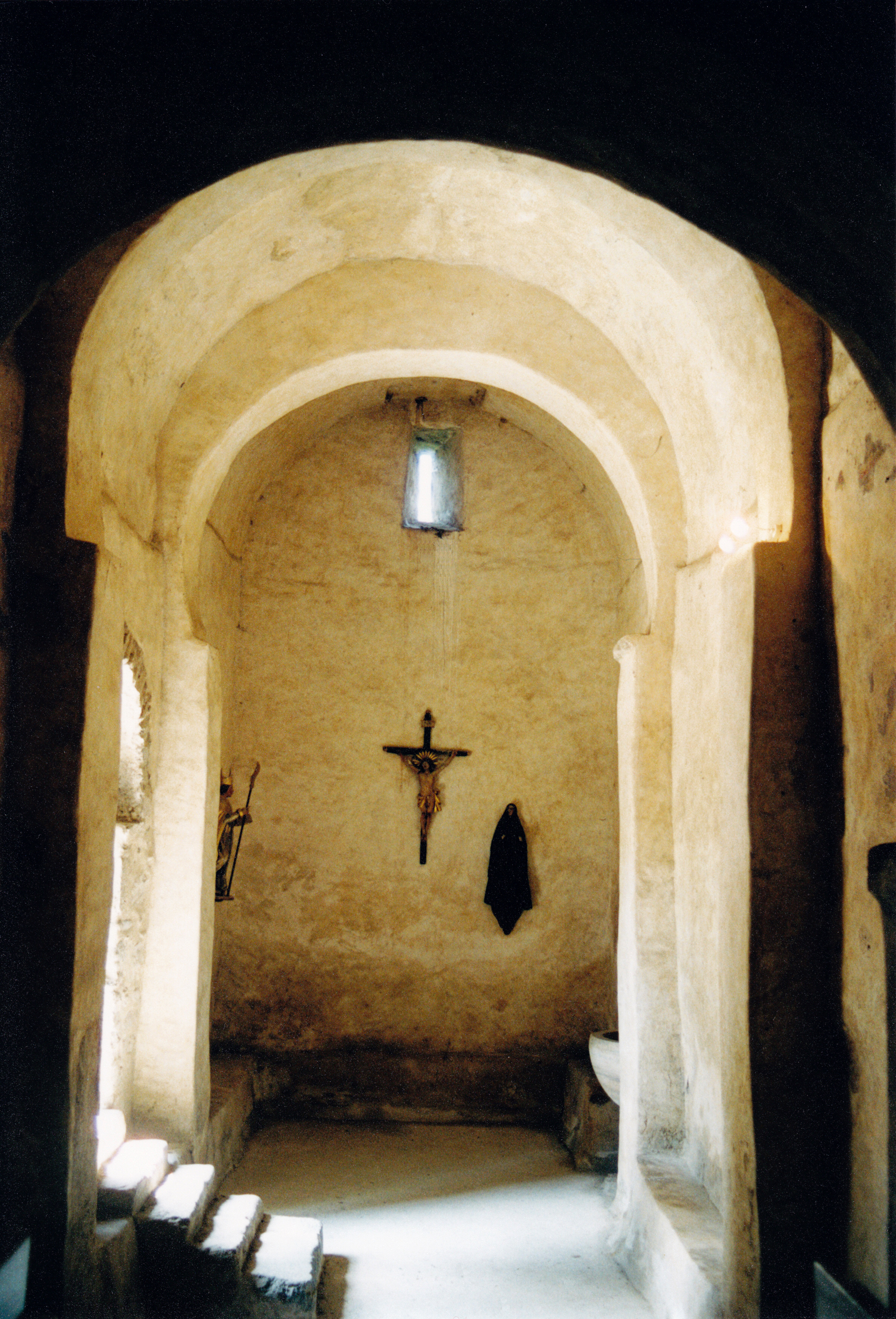
Interior de l'església

El primer document que esmenta l'església és de l'any 844. La capella actual és una construcció preromànica, construïda entre el segle ix i l'XI. Entre els segles IX i XI era una cel·la monàstica depenent de Santa Maria d'Arles, tot i que més endavant esdevingué sufragània de Sant Esteve de Morellàs. El 844 és esmentada per primera vegada, en un privilegi concedit a Santa Maria d'Arles pel rei Carles el Calb: ecclesia Sancti Martini ad ipsas Felonicas, in via qui discurrit ad ipsas Clusas. Torna a aparèixer en nombrosos documents posteriors, dels anys 869, 875, 881, 1011, atorgats pel mateix Carles el Calb, per Lluís el Tartamut i més tard pel papa Sergi IV.
Aquests documents mostren que la cel·la monàstica s'havia instal·lat en un antic molí draper romà (fullonica) de la Ribera de Morellàs. L'església i la masia annexa, i per extensió el lloc on es troben, reben el nom de la Maüt, derivat del nom d'una vescomtessa de Castellnou documentada el 1157, Mahaut de Barcelona, a qui pertangué el territori on es troba Sant Martí de Fenollar.

## L'edifici

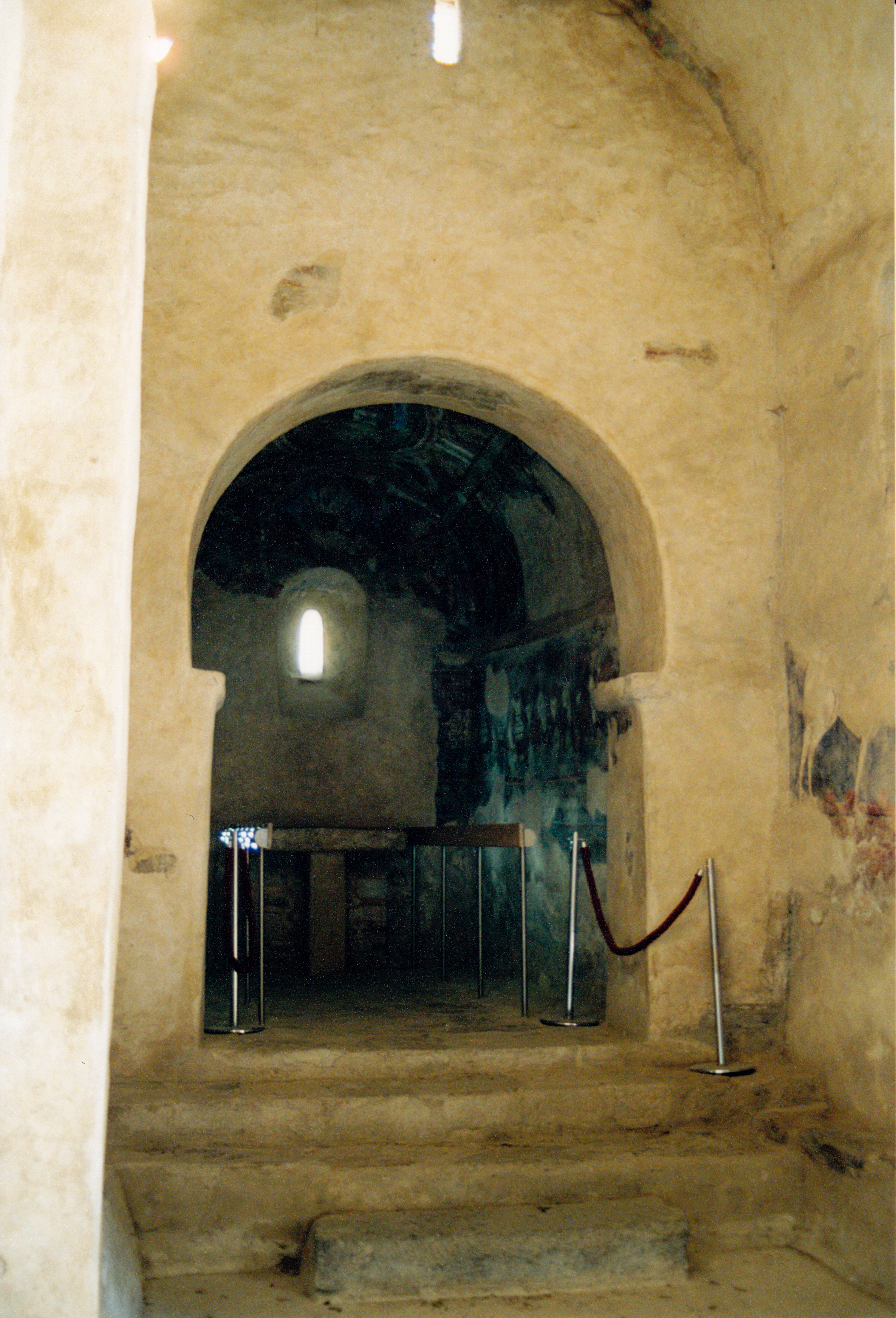
L'arc triomfal ultrapassat

Sant Martí de Fenollar és una petita església d'una sola nau, llarga i estreta, amb absis trapezoïdal orientat a llevant. La coberta de la nau és de volta de canó ultrapassada, dividida en tres trams mitjançant dos arcs torals. L'eix de l'absis és lleugerament decantat cap al nord, com sol ser freqüent en temples preromànics, cosa que ha estat interpretada com la representació del cap caigut de Jesucrist agonitzant a la creu. La principal característica de tots els arcs, i especialment de l'interior de la porta d'entrada al temple, és el marcat ultrapassament.
La capçalera, coberta igual que la nau amb volta de canó seguida, és bastant més baixa que la nau. Tot era cobert amb una capa de guix, fins i tot els bancs d'obra laterals de la nau i el mateix sòl de l'església, i damunt d'aquesta capa de guix es pintaren, al segle xii, les impressionants pintures murals que decoren tota l'església. Donen llum a la nau cinc finestres d'un sol biaix; dues són a la façana meridional, la tercera al centre de l'absis, i les altres dues molt més enlairades, a la façana oest i al damunt de l'arc presbiterial.
Probablement a principis del segle xix s'obrí una porta a llevant, al centre de l'absis, i es capgirà el sentit del culte, situant l'altar a l'extrem de ponent, alhora que s'encastaven a la paret l'ara preromànica i altres elements de l'església primitiva. Tot això, amb la destrucció d'una part de les pintures murals. La restauració dels darrers anys del segle xx van restituir tots aquests elements al seu lloc i van tornar a l'orientació primitiva de l'església.
El conjunt es pot datar en un moment força primitiu, entre mitjan segle IX i darreries del X, però alguns dels elements conservats corresponen sens dubte al temple de la cel·la monàstica fundada el 844.

## Les pintures murals

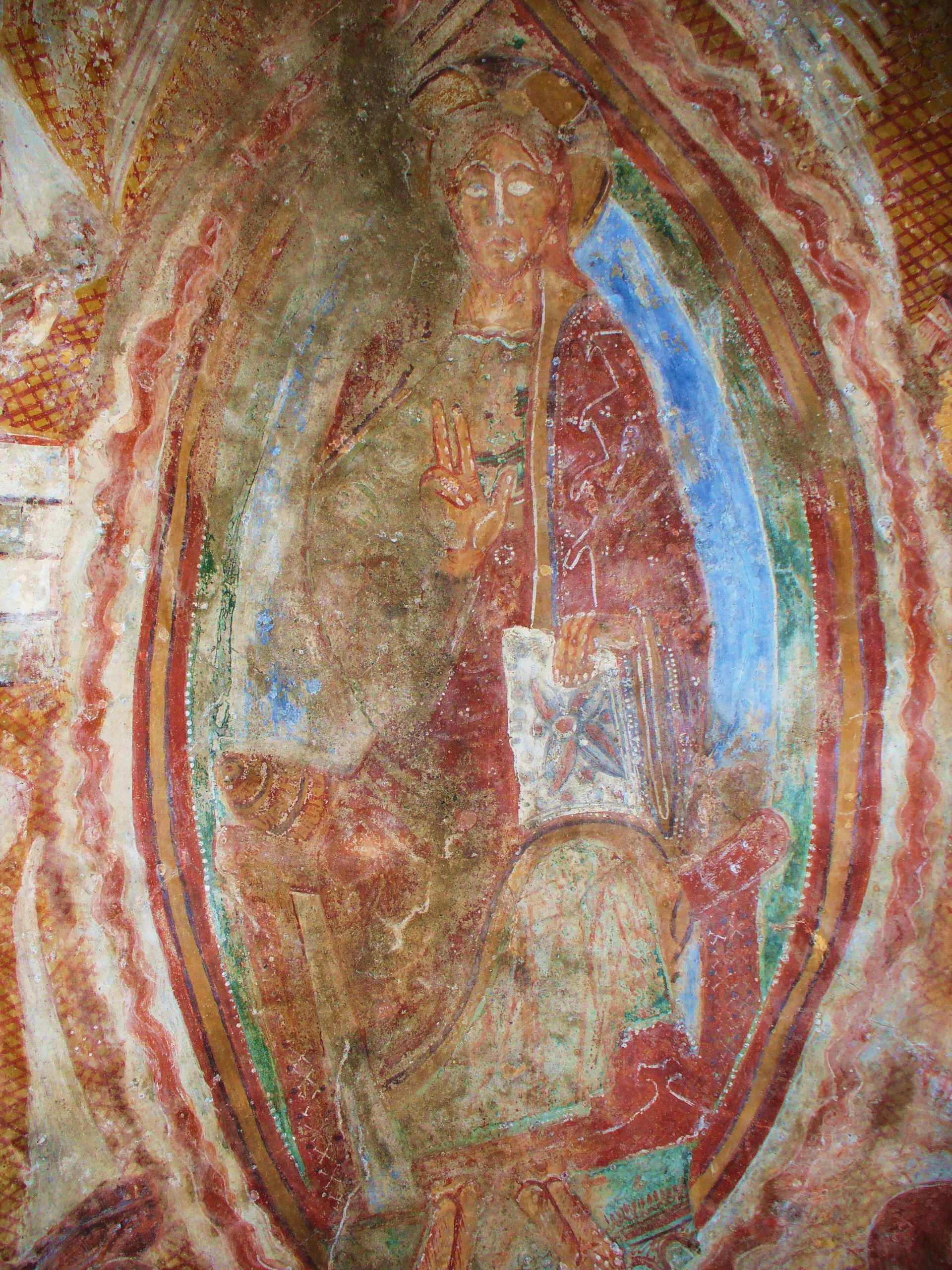
Pantocràtor romànic

El conjunt de pintures murals romàniques de Sant Martí de Fenollar és dels més notables, si no el que més, de la Catalunya del Nord, juntament amb les de Santa Maria de la Clusa, les de Sant Salvador de Casesnoves i les de Santa Maria de Marcèvol, tant en quantitat de pintures conservades com en qualitat. I ho serien encara més si a principis del segle xix no n'haguessin mutilat una part en obrir una porta al bell mig de l'absis de l'església.
Els frescs de Sant Martí de Fenollar, del segle xii, ocupen la quasi totalitat dels murs i de la volta de l'absis, de planta preromànica, a més de restes a l'arc triomfal i en alguns trams de la nau. Presideix el conjunt una màndorla amb el Crist en majestat en actitud de beneir, i amb el Llibre a l'esquerra. Sostenen la màndorla ametllada, molt allargada, els quatre evangelistes, a través dels seus símbols tradicionals, sostinguts per àngels. Està situada al bell mig de la volta del presbiteri, i està envoltada per quatre àngels que sostenen també el Llibre.

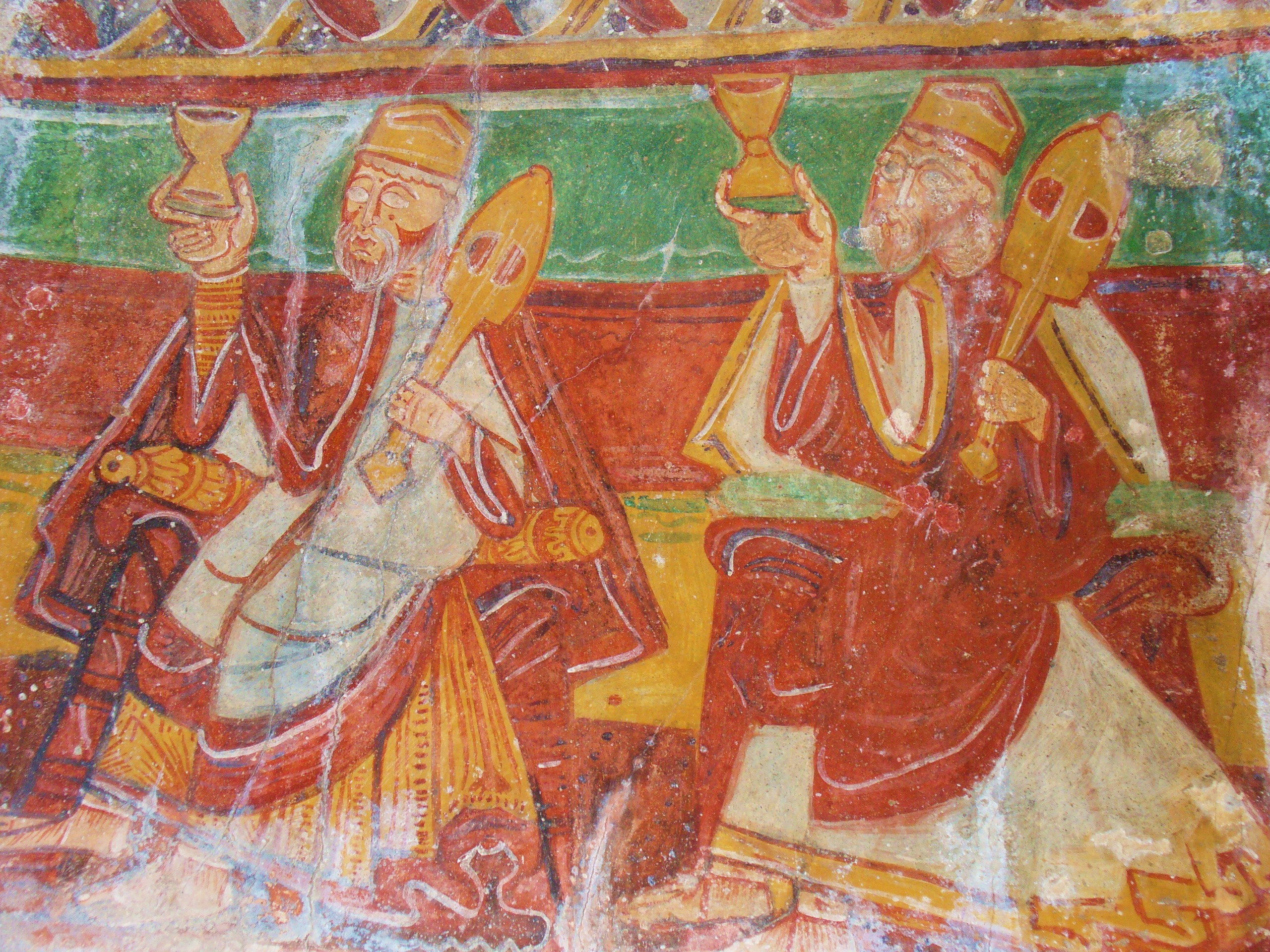
Detall dels Ancians de l'Apocalipsi

El fons de l'absis, damunt del lloc on falta la decoració mural a causa de l'esvoranc, ara reparat, de la porta que s'hi obrí, hi ha una Mare de Déu en actitud orant, dins d'una màndorla quadrada, emmarcada per dos àngels. Els altres elements que completen les riques pintures murals d'aquesta església són els vint-i-quatre ancians de l'Apocalipsi, escenes del cicle de la Nativitat: l'Anunciació, dues escenes de la Nativitat, l'Anunci als pastors, l'Epifania, l'Adoració dels Reis d'Orient i el retorn d'aquests reis cap a llurs països. Cal dir que una part d'aquestes escenes és l'afectada per la mutilació del segle xix. Cal destacar que aquestes escenes estan explicades per un text en llatí, que en alguns casos coincideix amb els d'alguna altra església, com la de Sant Salvador de Casesnoves.

## Bibliografia

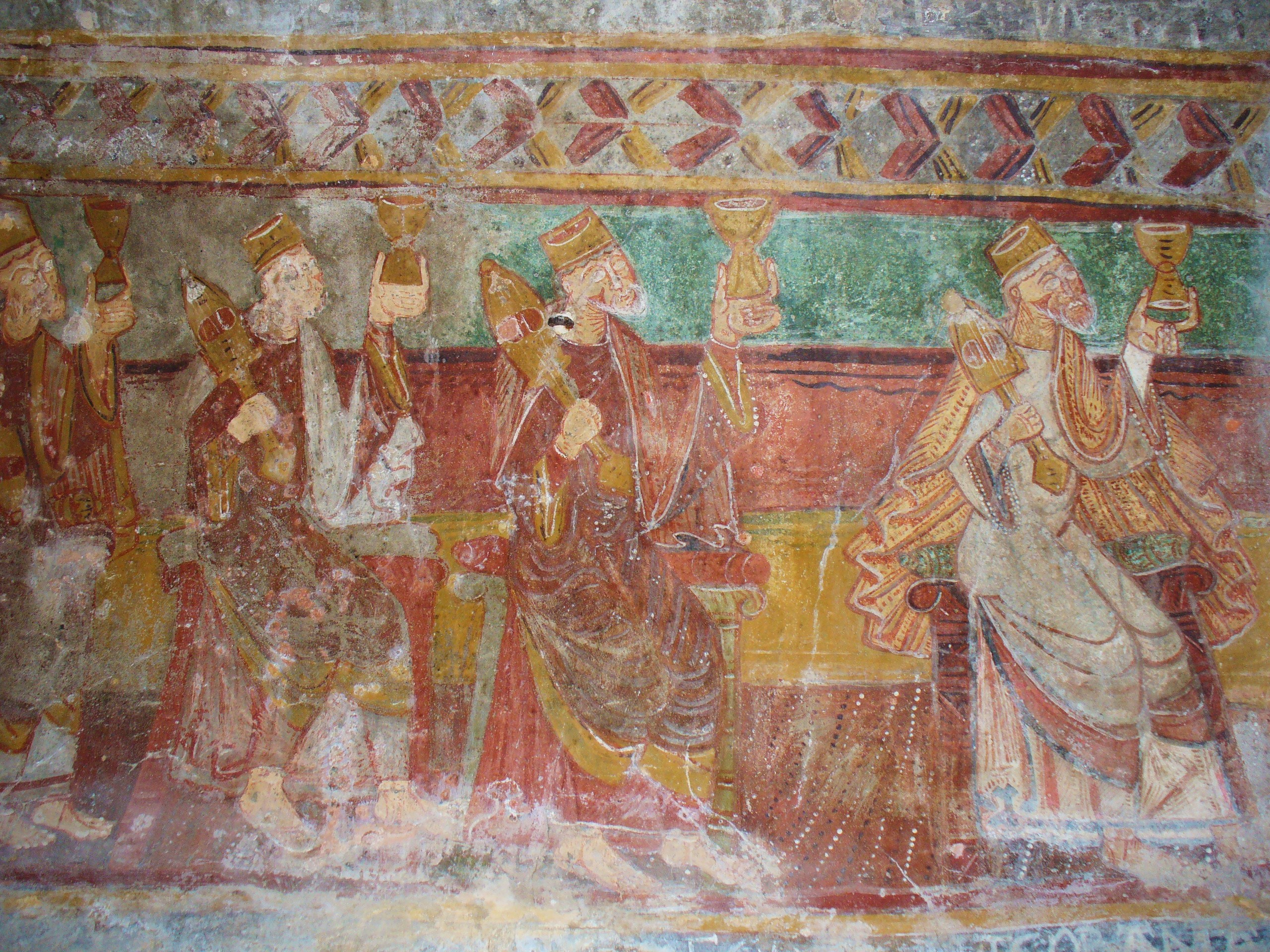
Detall de l'Adoració dels Reis d'Orient